# Lega Nazionale American Football 2008
La Lega Nazionale American Football 2008 è stata la venticinquesima edizione del secondo livello del campionato italiano di football americano; è stata la prima edizione organizzata dalla LENAF per conto della FIDAF e la prima con la denominazione LENAF.

## Regular season

### Classifica
| Pos. | Squadra            | %V   | G | V | N | P | PF  | PS  |
| ---- | ------------------ | ---- | - | - | - | - | --- | --- |
| 1    | Barbari Roma Nord  | .875 | 8 | 7 | 0 | 1 | 333 | 65  |
| 2    | Titans Romagna     | .875 | 8 | 7 | 0 | 1 | 175 | 138 |
| 3    | Draghi Udine       | .375 | 8 | 3 | 0 | 5 | 117 | 154 |
| 4    | Mustangs Muggia    | .375 | 3 | 1 | 0 | 5 | 95  | 215 |
| 5    | Rinoceronti Milano | .000 | 8 | 0 | 0 | 8 | 78  | 226 |

### I Italian Bowl LENAF
Il I Italian Bowl si è disputato il 19 luglio 2008 al Campo Comunale di San Giovanni in Marignano. L'incontro è stato vinto dai Barbari Roma Nord sui Titans Romagna con il risultato di 44 a 16.

## Verdetti
- Barbari Roma Nord vincitori dell'Italian Bowl I.